# Jorge Larrañaga
Jorge Washington Larrañaga Fraga (Paysandú, 8 de agosto de 1956 – Maldonado, 22 de maio de 2021) foi um advogado e político uruguaio do Partido Nacional também conhecido como Partido Blanco.

## Biografia
Intendente (prefeito) de sua cidade natal entre 1990 e 1999 e senador desde 2000, foi candidato presidencial pelo Partido Nacional nas eleições de 2004, perdendo ainda no primeiro turno para Tabaré Vázquez.
Nas eleições de 2009 acompanhou Luis Alberto Lacalle como candidato à vice-presidência da República. A chapa acabou perdendo para José Mujica- Danilo Astori.
A perder as primárias de seu partido em junho de 2014 voltou a ser candidato a vice-presidência acompanhando a Luis Lacalle Pou. No primeiro e segundo turno das eleições nacionais de 2014 voltou a trinfar a coalização governista Frente Amplio encabeçada por Tabaré Vázquez.
Foi empossado como ministro do Interior em 2020, permanecendo no cargo até sua morte em 22 de maio de 2021 devido a uma parada cardíaca em Maldonado.